# Brian Boyle
Brian Paul Boyle (* 18. Dezember 1984 in Hingham, Massachusetts) ist ein ehemaliger US-amerikanischer Eishockeyspieler, der im Verlauf seiner aktiven Karriere zwischen 2003 und 2022 unter anderem 995 Spiele für die Los Angeles Kings, New York Rangers, Tampa Bay Lightning, Toronto Maple Leafs, New Jersey Devils, Nashville Predators, Florida Panthers und Pittsburgh Penguins in der National Hockey League (NHL) auf der Position des Centers bestritten hat. Boyle erhielt im Jahr 2018 die Bill Masterton Memorial Trophy, nachdem er nach der Behandlung gegen chronisch myeloische Leukämie im Jahr zuvor ein erfolgreiches Comeback gefeiert hatte.

## Karriere

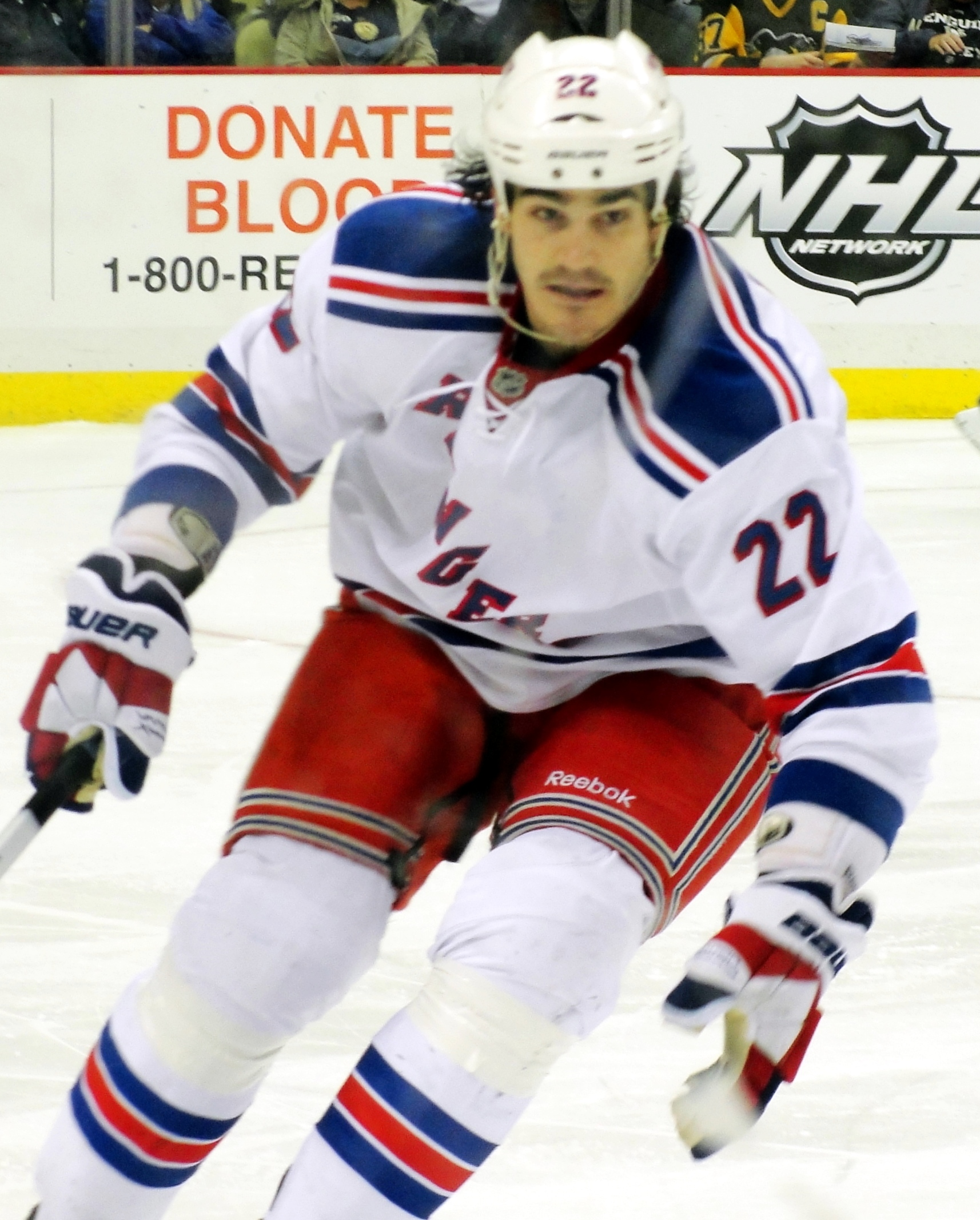
Boyle im Trikot der New York Rangers (2012)

Brian Boyle begann seine Karriere als Eishockeyspieler in der Mannschaft des Boston College, für die er von 2003 bis 2007 in der Hockey East aktiv war. Zuvor wurde er bereits als High-School-Spieler im NHL Entry Draft 2003 in der ersten Runde als insgesamt 26. Spieler von den Los Angeles Kings ausgewählt. Für deren Farmteam aus der American Hockey League, die Manchester Monarchs, gab er gegen Ende der Saison 2006/07 sein Debüt im professionellen Eishockey. In der Saison 2007/08 stand der Angreifer erstmals in der National Hockey League auf dem Eis, als er in acht Spielen für die Kings insgesamt fünf Scorerpunkte erzielte.
Zwar kam Boyle in der folgenden Spielzeit auf 28 NHL-Einsätze, in denen er erneut vier Tore erzielte und eine Vorlage gab, dennoch wurde er am 27. Juni 2009 von den Kings im Tausch gegen ein Drittrunden-Wahlrecht im NHL Entry Draft 2010 an die New York Rangers abgegeben. In New York blieb fünf Jahre, ehe sein Vertrag mit Ende der Saison 2013/14 nicht verlängert wurde. Infolgedessen schloss sich der Angreifer den Tampa Bay Lightning an und erreichte in der Saison 2014/15 mit der Mannschaft das Stanley-Cup-Finale, unterlag dort jedoch wie bereits im Jahr zuvor mit den Rangers.
Nach knapp zweieinhalb Jahren in Tampa gaben ihn die Lightning im Februar 2017 an die Toronto Maple Leafs ab und erhielten im Gegenzug Byron Froese sowie ein Zweitrunden-Wahlrecht für den NHL Entry Draft 2017. In Toronto erfüllte der Power Forward seinen auslaufenden Vertrag bis zum Saisonende. Anschließend wechselte er im Juli 2017 als Free Agent zu den New Jersey Devils, bei denen er einen Zweijahresvertrag unterzeichnete. Im September 2017 wurde bekannt, dass der Angreifer an chronisch myeloischer Leukämie erkrankt sei. Die Erkrankung war bei ihm gut medikamentös behandelbar, sodass er bereits im November 2017 in die NHL zurückkehren konnte. Diesbezüglich wurde er am Jahresende mit der Bill Masterton Memorial Trophy geehrt. Ebenso wurde er zum NHL All-Star Game eingeladen. Im Verlauf seines zweiten Jahres in New Jersey wurde Boyle im Februar 2019 im Tausch für ein Zweitrunden-Wahlrecht im NHL Entry Draft 2019 an die Nashville Predators abgegeben. Dort beendete er die Saison, erhielt jedoch keinen weiterführenden Vertrag, sodass er sich seit Juli 2019 auf der Suche nach einem neuen Arbeitgeber befand. Diesen fand er im Oktober 2019, als ihn die Florida Panthers kurz nach Beginn der Spielzeit 2019/20 für ein Jahr unter Vertrag nahmen. Dieser wurde im Herbst 2020 nicht verlängert.
Im Rahmen der Weltmeisterschaft 2021 gab Boyle als zu diesem Zeitpunkt vertragsloser Spieler sein Debüt für die Nationalmannschaft der USA und führte das Team dort als Kapitän zur Bronzemedaille. Daraufhin erhielt er im Oktober 2021 nach einem erfolgreichen Probetraining bei den Pittsburgh Penguins einen Vertrag für die Saison 2021/22. Dieser wurde nach Ablauf im Sommer 2022 nicht verlängert, woraufhin der US-Amerikaner keinen neuen Arbeitgeber fand und im März 2023 sein aktives Karriereende verkündete.

## Erfolge und Auszeichnungen
| - 2005 Lamoriello-Trophy-Gewinn mit dem Boston College - 2005 Hockey East Tournament MVP - 2005 Hockey East All-Tournament Team - 2006 Hockey East First All-Star Team - 2006 NCAA East Second All-American Team - 2007 Hockey East First All-Star Team | - 2007 NCAA East First All-American Team - 2007 NCAA Championship All-Tournament Team - 2008 AHL All-Rookie Team - 2018 Teilnahme am NHL All-Star Game - 2018 Bill Masterton Memorial Trophy |

### International
- 2021 Bronzemedaille bei der Weltmeisterschaft

## Karrierestatistik

### International
Vertrat die USA bei:
- Weltmeisterschaft 2021

(Legende zur Spielerstatistik: Sp oder GP = absolvierte Spiele; T oder G = erzielte Tore; V oder A = erzielte Assists; Pkt oder Pts = erzielte Scorerpunkte; SM oder PIM = erhaltene Strafminuten; +/− = Plus/Minus-Bilanz; PP = erzielte Überzahltore; SH = erzielte Unterzahltore; GW = erzielte Siegtore; 1 Play-downs/Relegation; Kursiv: Statistik nicht vollständig)